# Federico Nicolao
Federico Nicolao est un écrivain, un intellectuel et un philosophe italien né le 14 octobre 1970 à Gênes. Il est le fondateur et le directeur de la revue Chorus, Una Costellazione et du Centro Studi Piccole Baie.

## Biographie
Federico Nicolao est directeur de programme en 2004 au Musée d'art moderne de la ville de Paris et en 2005 au Musée Picasso d'Antibes.
Sélectionné pour le programme de résidence de la Villa Médicis (Académie de France à Rome), il est pensionnaire en 2005-2006,. En 2007 il est résident au Centre International d'accueil et d'échanges des Récollets (Couvent des Récollets de Paris).
Il a enseigné la théorie et pratique de l'art contemporain à l'ECAL de Lausanne. Il enseigne actuellement la philosophie de l'art et l'édition à l'École nationale supérieure d'arts de Paris-Cergy.

## Publications
- 2004 - La convocation, Paris, en collaboration avec les philosophes Federico Ferrari et Tomas Maia
- 2004 - La Medesima Ombra, Éditions Io, Paris, en collaboration avec l'artiste français Raphaël Thierry[6]
- 2005 - Nicolas de Staël, Un automne, un hiver, musée Picasso d'Antibes, Hazan, avec Daniel Abadie[7],[8]
- 2005 - Contour ouvert, de Laura Erber, direction Federico Nicolao, SilvanaEditoriale (Milan) (anglais, français et portugais), interview de Federico Nicolao avec l’artiste[9],[10]
- 2008 - La figure dans l'art, direction Federico Nicolao actes d'un colloque au Musée Picasso, Antibes, 17-19 décembre 2004, William Blake & Co[11] avec Jean-Christophe Bailly, Alfonso Cariolato, Federico Ferrari, Philippe Lacoue-Labarthe et Tomas Maia

## Traductions
- 2004 - Cartes postales d'un voyage en Pologne de Giorgio Caproni, traduction Philippe Lacoue-Labarthe et Federico Nicolao, William Blake & Co  (ISBN 2-841-03132-2)